# Nicolás González Albiach
Nicolás González Albiach (Cadis, 1934) és un fotoperiodista català nascut a Andalusia.

## Biografia
És un fotoperiodista barceloní reconegut especialment per les seves imatges del món de l'esport - destacant les de futbol -, i com a cronista de la ciutat. Nascut a Cadis l'any 1934, arribà a Barcelona amb dotze anys, ciutat on cursà els seus estudis de batxillerat. La vocació per la fotografia li despertà quan el seu pare li regalà una petita càmera fotogràfica, transformant una afecció en una professió.
Començà a treballar als laboratoris que la firma Vicente Ferrer tenia a la plaça Catalunya. Posteriorment passà a treballar als estudis d'uns dibuixants publicitaris on va aprendre composició i més tard amb uns altres estudis on va ampliar els seus coneixements de dibuix i fotografia publicitària.
En aquells anys va conèixer a Antoni Campañá, qui es convertí en mestre i estimat amic. Precisament fou Campañá qui l'estimulà a dedicar-se a la informació gràfica periodística i a matricular-se a la "Escuela Oficial de Periodismo". Així, quan tornà del servei militar i ja amb uns coneixements sòlids de fotografia, col·laborà amb l'esmentat fotògraf en totes les feines que li delegà. Com a professional independent va entrar a la redacció de les revistes esportives "Dicen" i "Lean". També aconseguí la corresponsalia a la revista "La Actualidad Española" passant més tard a formar part de la redacció de l'esmentada revista i d'"El Periódico" i "Tele/Expres".
Va especialitzar-se també en fotografies d'intervencions quirúrgiques per a una publicació mèdica i finalment Juan José Castillo el cridà per ocupar la plaça de redactor en cap del diari "El Mundo Deportivo", posant tota l'experiència obtinguda en la seva trajectòria professional al servei de la redacció. González Albiach ha estat distingit amb diverses condecoracions atorgades per entitats públiques i privades i ha rebut diversos premis periodístics.

## Fons personal
El seu fons personal es conserva a l'Arxiu Nacional de Catalunya. El fons fotogràfic de Nicolás González Albiach s'organitza en dos gran sèries: esports i reportatges. Dins del primer, destaca tot el referent al món del futbol (partits, entrenaments, rodes de premsa), i dins del segon s'agrupa un ampli ventall temàtic que cobreix la vida social, cultural i política de la ciutat de Barcelona durant els últims trenta-cinc anys